# Mashael Al Jaber
Mashael Al Jaber (voller Name: Mashael Mohammed Bin Issa Al Jaber (englisch), Mashael Mohamed E Al Jaber (deutsch); * 27. Jänner 1986 in Dschidda) ist eine saudische Managerin und ist die älteste Tochter des saudisch-österreichischen Unternehmers Mohamed Bin Issa Al Jaber.

## Ausbildung und Funktionen
Nach der der Ausbildung in Dschidda studierte Mashael Al Jaber Humanities an der School of Oriental and African Studies (SOAS) in London. Am King’s College London graduierte sie auf einen (nicht in der Quelle nicht näher angegeben) akademischen Grad in Business Management. Des Weiteren erwarb sie einen Master (MSc) in Grantmaking, Philanthropy and Social Investment an der Cass Business School, ebenfalls in London.
Als frühere Vizepräsidentin der familieneigenen Hotelgruppe JJW Hotels & Resorts fungiert sie unter anderem als Aktionärin und Vorstandsmitglied in der Ersten Wiener Hotel – Aktiengesellschaft, zu der über die 100-Prozent-Tochter Grand Hotel Gesellschaft m.b.H. auch das Grand Hotel Wien gehört, sowie bis Ende Juni 2016 über die JJA Kärntnerring 8 Hotelbetriebsgesellschaft m.b.H. auch das Hotel The Ring gehörte, in dem Mashael Al Jaber in Nachfolge ihres Vaters ebenfalls als Geschäftsführerin fungierte (August 2006 bis Februar 2008). In Großbritannien bekleidete sie Führungspositionen unter anderem bei den Hotels der Eton Collection.
Nachdem im Jahr 2008 die Hotelgruppe JJW Hotels & Resorts 60 Prozent bei von Kneissl übernommen hatte – 40 Prozent blieben bei dem geschäftsführenden Gesellschafter Andreas Gebauer – machte Mohamed Al Jaber im Februar 2010 seine Tochter Mashael in beiden Kneissl-Gesellschaften (Holding und operative Gesellschaft zur Co-Geschäftsführerin. Nach schon längeren Differenzen um den Einstieg von Mohamed Al Jaber bei Kneissl brachte Anfang des Jahres 2011 durch der frühere Kneissl-Eigentümer einen Insolvenzantrag über die Gesellschaft(en) ein. Wenige Tage darauf, und schon sehr viel länger von allen Beteiligten erwartet, zeichnete Al Jaber für seine JJW Hotels & Resorts den formalen Gesellschaftsbeschluss für seine Kapitalerhöhung um 1,2 Millionen Euro ab. Gleichzeitig damit wurde auch die Nachfolgeregelung über seine Tochter und bisherige Co-Geschäftsführerin Mashael Al Jaber getroffen, womit ihr „Andrea King […], eine der engsten Mitarbeiterinnen in der Hotelgruppe von Scheich Al Jaber[,] [nachfolgen soll].“ Nachdem bereits mit November 2010 Andrea King in die Geschäftsführung der Kneissl Holding GmbH eingestiegen ist und Mashael Al Jaber übernommen hat (beide jedoch erst mit März 2011 im Firmenbuch eingetragen), blieb sie noch während der Zeit der Insolvenz und in der operativen Kneissl Tirol GmbH in Liquidation als Geschäftsführerin aktiv. Erst mit der Aufhebung von Konkurs und Weiterbestehen der Gesellschaft wurde sie als Abwicklerin bzw. Liquidatorin abberufen und durch einen neuen Geschäftsführer ersetzt.

## Sonstige Tätigkeiten
Auf der Website der MBI Al Jaber Foundation wird Mashael Al Jaber als “Mashael Al Jaber is a Company Director within the MBI Group” sowie als Philanthropin innerhalb und rund um die Foundation vorgestellt. Überdies sei sie eine Sprecherin der UNESCO Euro-Arab Dialogue Conference, abgehalten im Juni 2012 in Wien, gewesen.
Bei der Gala der International Media Awards im April 2011 in London überreichte sie stellvertretend für ihren Vater Mohamed Bin Issa Al Jaber an drei türkische Journalisten der BBC Arabic den Press Freedom Award (deutsch: Preis für Pressefreiheit).